# Lochemse Berg
De Lochemse Berg of Lochemerberg is een 49,2 meter hoge heuvel in de Nederlandse provincie Gelderland.
De stuwwal waarvan de Lochemse Berg het hoogste punt vormt, ligt tussen Lochem in het noorden en Barchem in het zuiden en stamt uit het Pleistoceen. Aan de zuidzijde ligt de andere belangrijke top, de Kale Berg, aan de noordzijde bevindt zich de lagere Paaschberg. De naam Barchem is afgeleid vanwege de nabijheid van het dorp ten opzichte van de stuwwal. De Lochemse Berg is tijdens het Saalien ontstaan uit gestuwd materiaal uit afzettingen van de riviersedimenten door landijslobben uit het noordoosten. Tussen de toppen van de Lochemse Berg en de Kale Berg ligt een kwelplek, de Duivelskolk.
In het gebied rondom de Lochemse Berg zijn sporen van bewoning en ijzerwinning uit de late Middeleeuwen teruggevonden.
De beboste Lochemerberg behoort samen met de Kale Berg en de daartussen gelegen landerijen en houtwallen tot een 171 hectare groot natuurgebied van Stichting Geldersch Landschap. Op de top van de Lochemse Berg staat een ronde uitkijktoren uit 1893 die niet langer toegankelijk is. Deze toren is een gemeentelijk monument. De Lochemse berg beschikt over verschillende hotels, zoals hotel BonAparte en hotel de Lochemse Berg.

## Foto's

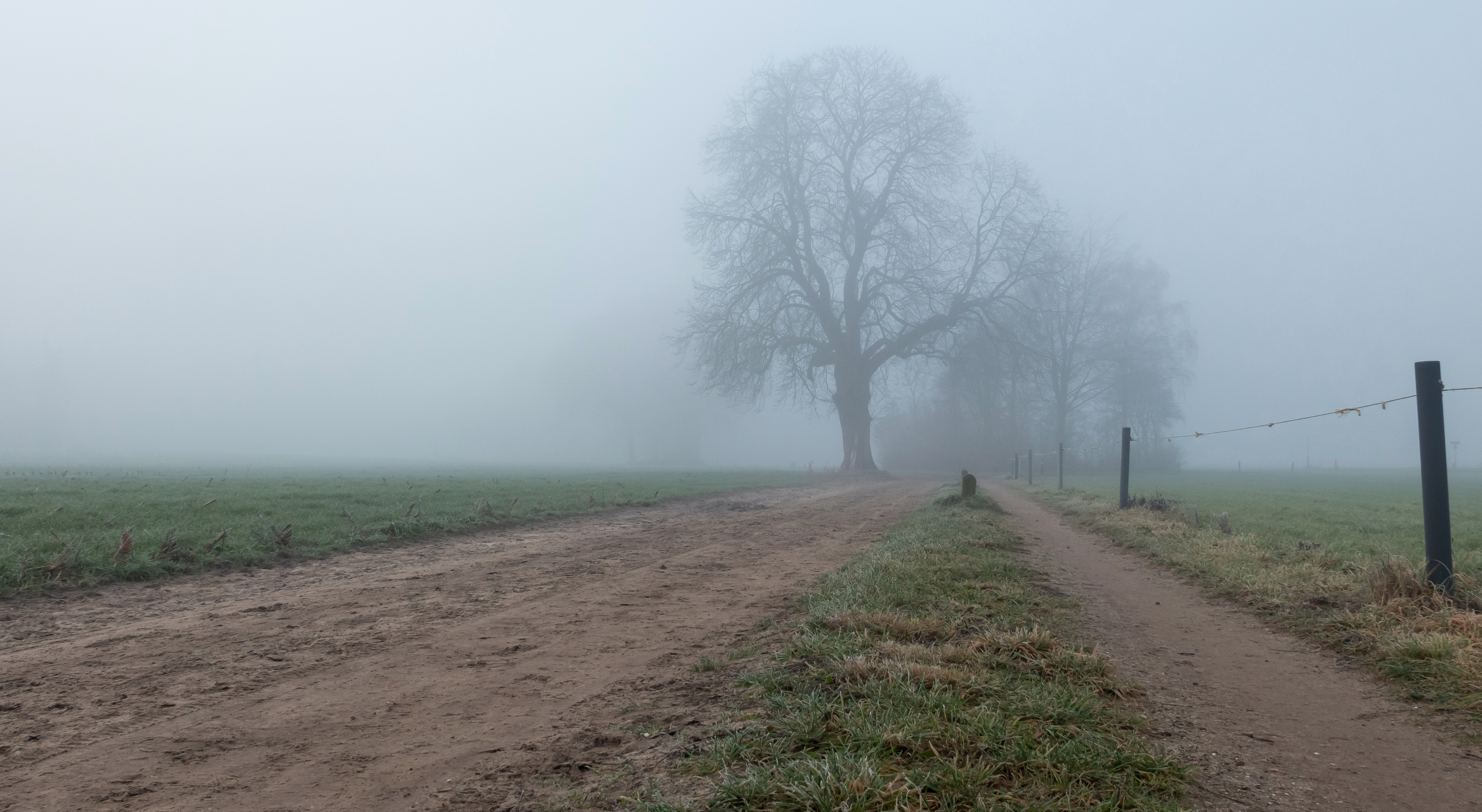
Bomen in de mist aan de Hoge Enk
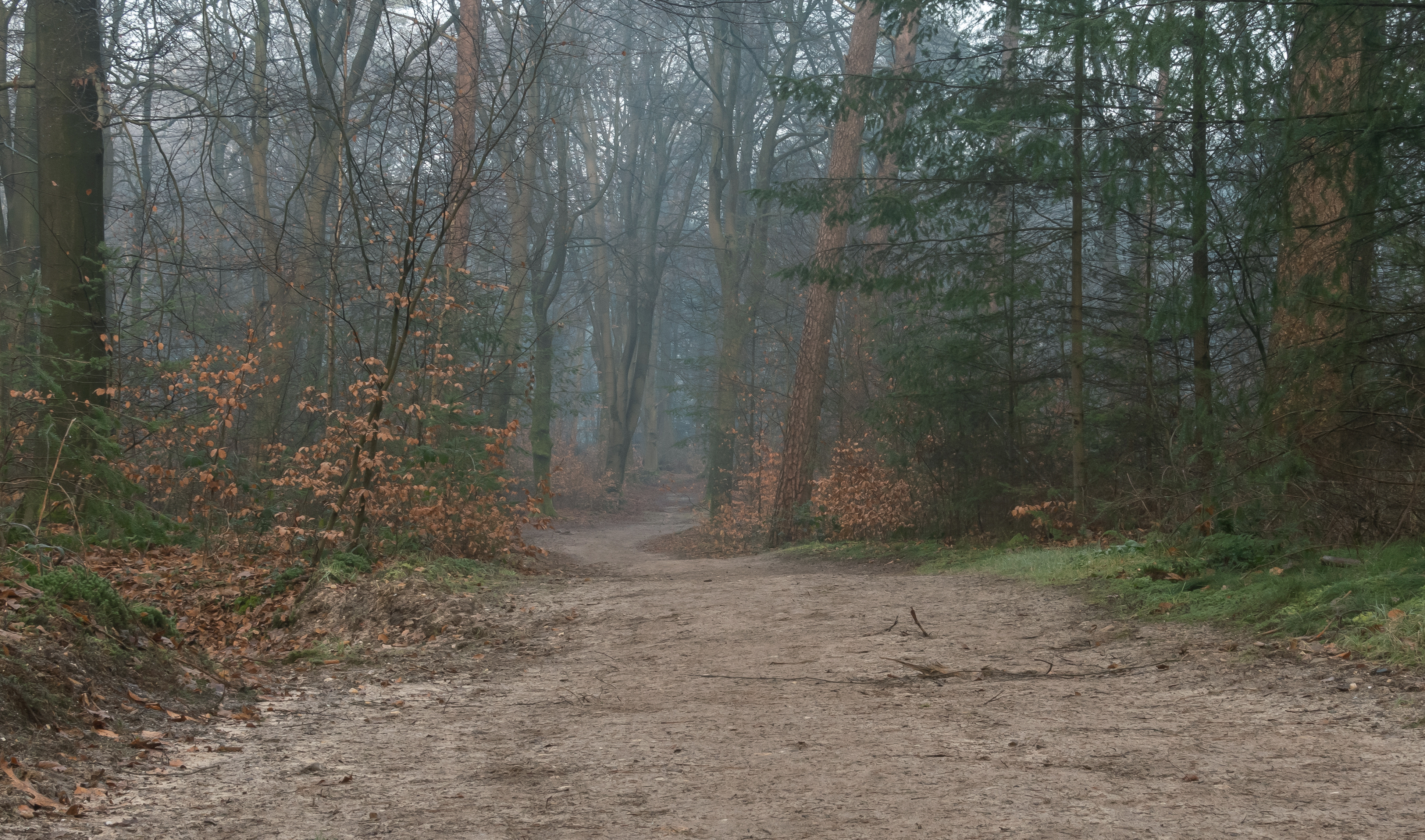
Bospad tussen de Belvedère en de Hoge Enk
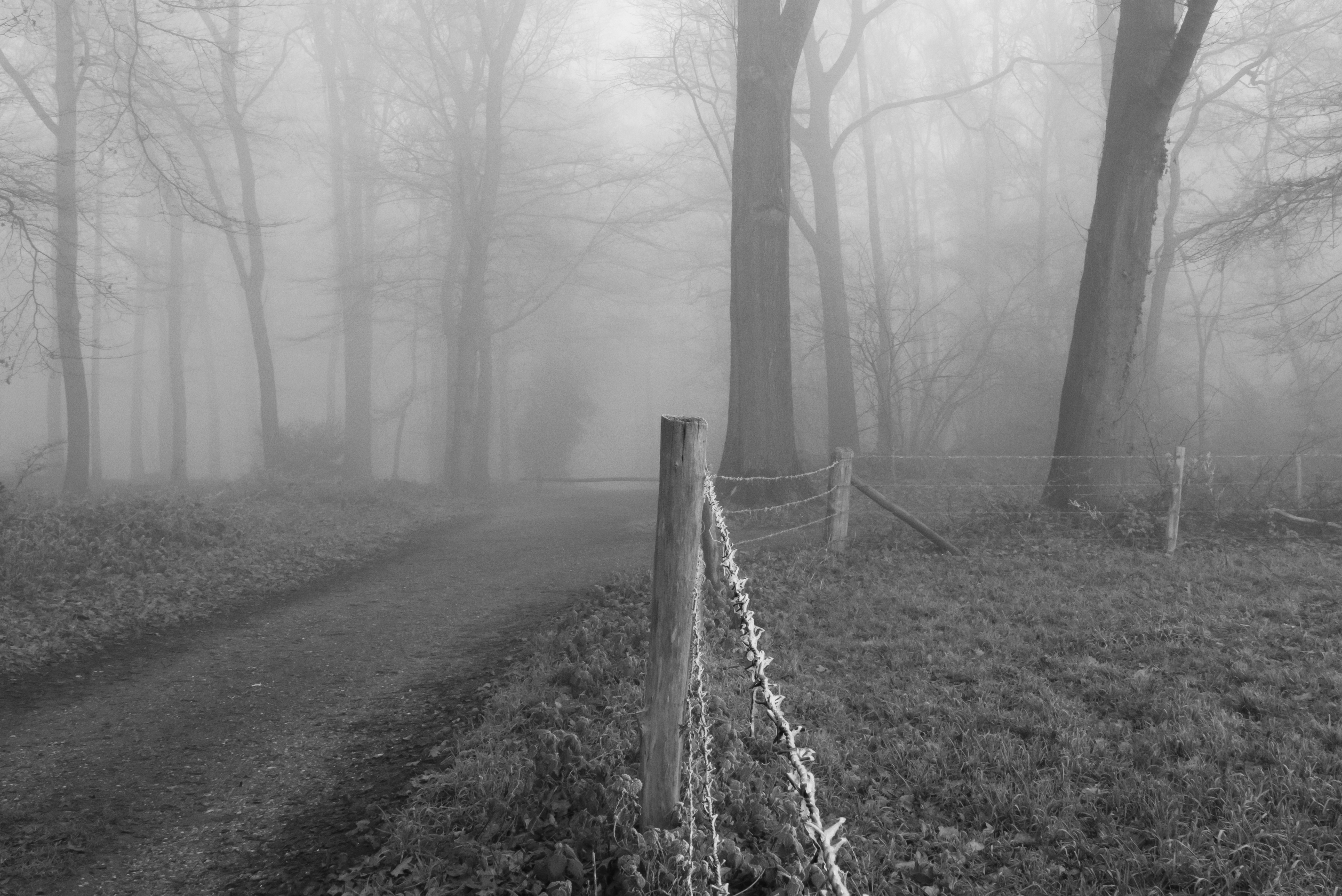
Omheining en bomen aan de zuidkant van de berg
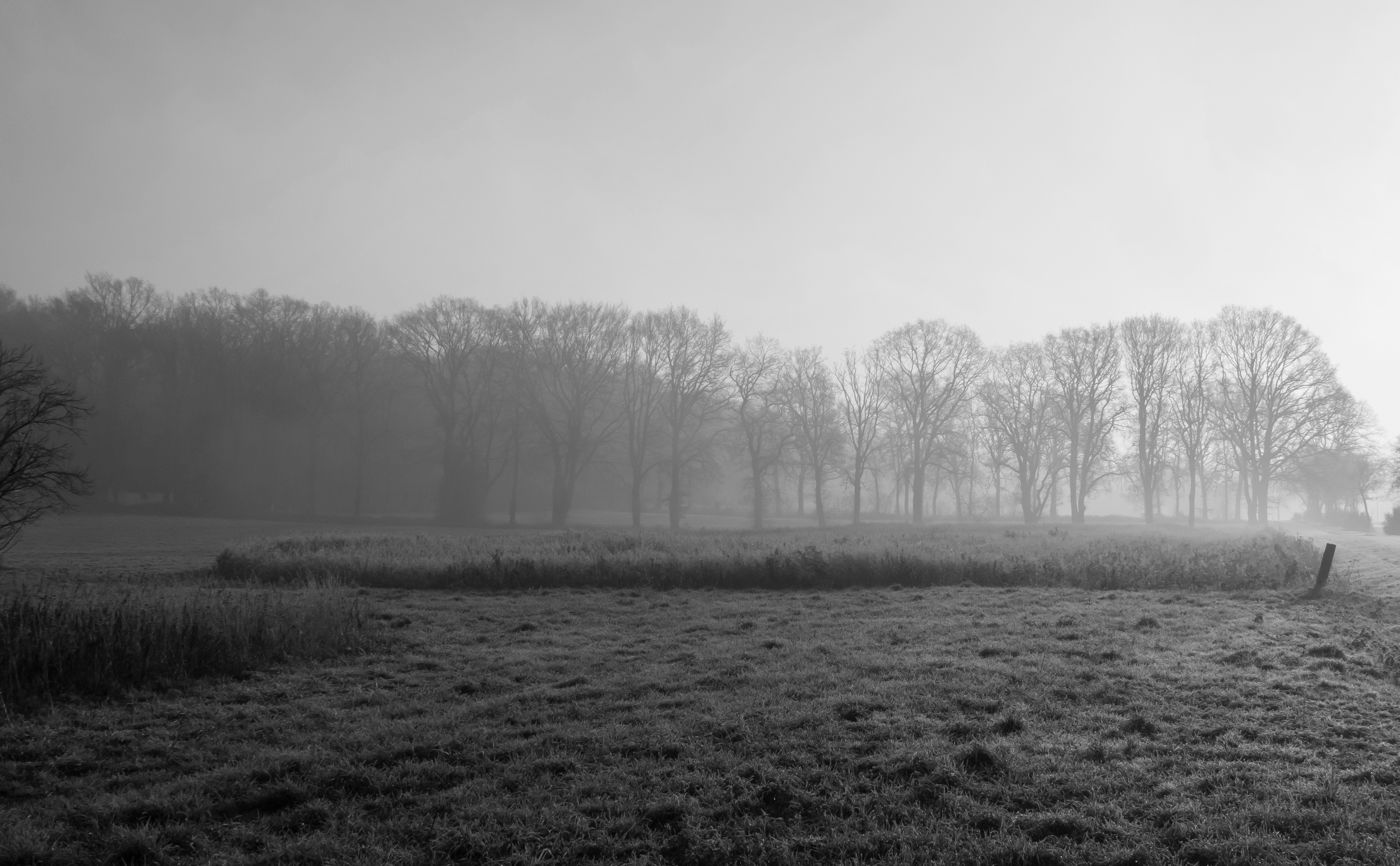
Langs de Lochemseweg bij de Lochemse Berg